# Direction d'infrastructure de la Défense d'Abidjan
La direction d'infrastructure de la Défense (DID) d'Abidjan est une des directions déconcentrées du service d'infrastructure de la Défense, implantée au sein du camp de Port-Bouët, qui est chargée de l'aménagement et de l'entretien des infrastructures militaires, de la maintenance immobilière, de la maîtrise de l’énergie non stockée ainsi que de la gestion administrative et technique du patrimoine au profit des forces françaises en Côte d'Ivoire.
Son champ d'intervention couvre des implantations de l'Armée de terre, de l'Armée de l'air et de l'espace, de la Marine nationale et d'autres organismes.

## Historique
La DID d'Abidjan trouve son origine à partir de la section travaux génie du 43e bataillon d'infanterie de marine qui était responsable des travaux d'infrastructure dans la région.
En 2009, le J4 INFRA et le service local constructeur (SLC) de l'opération Licorne ont été créés pour assumer cette responsabilité.
Le 1er janvier 2015, le détachement du SID d'Abidjan a été créé et rattaché à la DID de Dakar pour renforcer la capacité infrastructure dans la région. 
Enfin, en juillet 2017, la DID d'Abidjan a été créée pour prendre en charge toutes les opérations d'infrastructure. Aujourd'hui, la DID d'Abidjan joue un rôle important dans le soutien aux opérations militaires de la région et dans la protection de la souveraineté de la Côte d'Ivoire.

## Missions et organisation

### Missions
Cet organisme interarmées, commandé par un officier supérieur du SID, est placé sous l'autorité fonctionnelle du commandant des forces françaises en Côte d'Ivoire. Héritière du service local constructeur (SLC) de l'opération Licorne, la DID d'Abidjan assure l’ensemble des missions de soutien spécialisé dans le domaine infrastructure :
- l’assistance au commandement
- la réalisation d'opérations d'infrastructure (conduite d'opération, maîtrise d'œuvre)
- la réalisation du maintien en condition
- la gestion des fluides (eau, énergie)
- l’assistance pour la gestion du domaine immobilier

### Organisation
La DID d'Abidjan, forte de ses 34 personnels civils et militaires, est composée de 2 divisions :
- division projets administration (DIV PA) ;
- division gestion du patrimoine (DIV GP).